# Михалко-Майдан
Михалко-Майдан — село в Большеболдинском районе Нижегородской области. Входит в состав Пикшенского сельсовета. Население 19 (2010) человек

## Общая физико-географическая характеристика
Географическое положение
По автомобильным дорогам расстояние до областного центра города Нижнего Новгорода составляет 220 км, до районного центра села Большого Болдино — 16 км. Абсолютная высота 176 метров над уровнем моря.
Часовой пояс
Михалко-Майдан, как и вся Нижегородская область, находится в часовой зоне МСК (московское время). Смещение применяемого времени относительно UTC составляет +3:00.

## История
В «Списке населенных мест» Нижегородской губернии по данным за 1859 год значится как владельческое село во втором стане Лукояновского уезда при речке Чучерке в 60 верстах от Лукоянова. В селе насчитывалось 113 дворов и проживало 1023 человека (512 мужчин и 511 женщин). Функционировала православная церковь.

## Население
| 1999 | 2002 | 2010 |
| ---- | ---- | ---- |
| 72   | ↘46  | ↘19  |

Национальный состав
Согласно результатам переписи 2002 года, в национальной структуре населения русские составляли 100% из 46 человек.